# Section carrément anti Le Pen
La red o colectivo Section carrément anti Le Pen («Sección Firmemente Anti-Le Pen» en francés), también conocida por la siglas SCALP o Réseau No Pasaran («Red No Pasarán»), es un grupo  antifascista y anarquista, formado en 1984 en Toulouse, y posicionado en la extrema izquierda.
A partir de la década de 1990, SCALP se alejó de la influencia marxista autonomista para acercarse a las organizaciones anarcosindicalistas tradicionales, como la CNT francesa. Entre 1990 y 1992, publicaron la revista francesa Apache. 
En 1992 se organizó en la red nacional francesa, réseau No Pasaran, federando los distintos grupos locales de SCALP. En 2001 participa en Solidaridad Internacional Libertaria junto a entidades de diversos países. En 2003, varios militantes de No Pasaran crean el partido francés Offensive libertaire et sociale.
No Pasaran ha publicado numerosas obras críticas con la extrema derecha francesa, como "GUD",  "Autopsia de un moribundo",  "Estúpidos y Malévolos",  "Pequeña historia de los jóvenes fascistas franceses" y  "Rock Odia a Roll, orígenes, historias y protagonistas del Rock "identitaire" francés, una tentativa para contradecir la cultura de extrema derecha". Asimismo emiten un programa fijo en la emisora Radio Libertaire.
En 2005, publican el libro, Comme un indien Métropolitain (Como un indio Metropolitano), explicando la historia del movimiento de 1984 a 1992:

Entre 1984 y 1992 se escribió una página del compromiso antifascista y antixenófobo radical. Ocho años de una actividad intensa en los que el movimiento antifascista fue el protagonista de una resistencia activa frente a la extrema derecha. Ocho años de juventud en los que se invitó a la autoorganización y la autogestión.
Escribir nuestra historia y hacerla vivir a través de nuestras reflexiones y nuestra lucha es indispensable, no hay presente ni futuro sin memoria histórica.
Extracto de la introducción de Comme un indien Métropolitain

Al grupo parisino se le conoce también por el nombre SCALP-REFLEX (Red de Estudios sobre el fascismo y de lucha contra la extrema derecha y la xenofobia). Han sido acusados diversos miembros de esta sección de "violencia callejera" en establecimientos o degradación de mobiliario urbano. En 2006, los miembros de SCALP-REFLEX participaron en las grandes manifestaciones en París de los estudiantes universitarios. Estuvieron presentes en la ocupación de l'École des hautes études en sciences sociales y  se enfrentaron a los militantes de extrema derecha de las FNJ (Juventudes del Frente Nacional) en el ataque de estos últimos a una manifestación que se estaba llevando a cabo frente a la universidad parisina de la Sorbona el martes 14 de marzo de 2006.
En 2007, para la campaña presidencial, el Scalp-Reflex crea la candidatura «Patate».
Florent Grospart, antiguo alcalde en funciones por el partido francés Les Verts en la ciudad de Vendôme y dirigente de ATTAC, formó parte de esta organización, al igual que la realizadora y actriz francesa Ovidie, y el historietista Manu Larcenet. 